# Lee So-dam
Lee So-dam (koreanisch 이소담; * 12. Oktober 1994 in Icheon, Provinz Gyeonggi-do) ist eine ehemalige südkoreanische Fußballspielerin und A-Nationalspielerin.

## Karriere

### Vereine
Lee kam nach ihrem Abschluss an der Ulsan University of Science and Technology, an dem sie bereits für die Fußballmannschaft der Bildungseinrichtung spielte, für den Daejeon Sportstoto in der Spielzeit 2015 in der WK League, der höchsten Spielklasse im südkoreanischen Frauenfußball, das erste Mal im Seniorinnenbereich zu Punktspielen.
Im weiteren Verlauf gehörte sie dem Ligakonkurrenten Incheon Hyundai Steel Red Angels in den Spielzeiten 2018 und 2019 an; in ihrer letzten kam sie vom 15. April bis zum 30. November in 29 Punktspielen zum Einsatz, in denen sie fünf Tore erzielte. Während ihrer Vereinszugehörigkeit gewann sie mit der Mannschaft zweimal die Meisterschaft.
In die Vereinigten Staaten gelangt, kam sie für den in Harrison ansässigen NJ/NY Gotham FC in der National Women’s Soccer League, der höchsten Spielklasse im US-amerikanischen Frauenfußball, in 14 von 24 Punktspielen der Regulären Saison 2021 zum Zuge.
Nach Südkorea zurückgekehrt, ließ sie ihre Spielerkarriere in den Spielzeiten 2022 und 2023 bei dem in Gyeongju beheimateten Gyeongju Korea Hydro & Nuclear Power WFC ausklingen.

### Nationalmannschaft
Lee debütierte für den KFA in der U17-Nationalmannschaft, mit der sie an der altersbezogenen Weltmeisterschaft 2010 in Trinidad und Tobago teilnahm und nach allen sechs Turnierspielen, in der ihr ein Tor gelang, mit dem Weltmeistertitel heimkehrte. Ihr Ausgleichstor zum 3:3 in der 79. Minute – nur eine Minute nach ihrer Einwechslung und nur eine Minute vor Spielzeitende – ermöglichte ihrer Mannschaft das Elfmeterschießen im Finale, aus dem sie mit 5:4 als Sieger gegen die U17-Nationalmannschaft Japans hervorging.
Mit der U20-Nationalmannschaft nahm sie zweimal an den altersbezogenen Weltmeisterschaften 2012 und 2014 teil und kam in jeweils vier Turnierspielen zum Einsatz. Beide Male bedeutete das Viertelfinale (1:3 vs. Japan am 30. August 2012 in Tokio und 3:4 im Elfmeterschießen vs. Frankreich am 17. August 2014 in Montreal) das Ausscheiden aus dem Turnier. Ihre beiden Tore erzielte sie im ersten und dritten Spiel der Gruppe C (1:1 vs. England am 6. August 2014 in Moncton, 2:1 vs. Mexiko am 13. August 2014 in Toronto).
Für die A-Nationalmannschaft kam sie in 58 Länderspielen zum Einsatz, in denen sie sechs Tore erzielte. Mit ihr war sie bei den Weltmeisterschaften 2015 (Einsatz im 1. Spiel Gruppe E und im Achtelfinale) sowie 2019 (Einsatz 2. Spiel Gruppe A) vertreten. In den Spieljahren 2017, 2018 und 2019 kam sie u. a. in insgesamt zwölf in Freundschaft ausgetragenen Länderspielen zum Einsatz.
Sie nahm mit ihrer Mannschaft am Turnier um den Zypern-Cup 2013 teil und kam im ersten Spiel der Gruppe C beim 2:0-Sieg über die Nationalmannschaft Südafrikas mit Einwechslung in der 45. Minute für Cho So-hyun am 6. März in Paralimni zum Einsatz. Es folgten zwei weitere Gruppenspiele und auch das Spiel um Platz 9, das am 13. März in Larnaka mit 0:1 gegen die Nationalmannschaft Italiens verloren wurde. Auch 2014 kam sie in diesem Turnier zum Zuge; im letzten Spiel der Gruppe C beim 4:0-Sieg über die Nationalmannschaft Neuseelands wurde sie für Cho So-hyun in der 65. Minute eingewechselt und im Spiel um Platz 3, beim 3:1-Sieg im Elfmeterschießen über die Nationalmannschaft Schottlands, wurde sie ebenfalls eingesetzt. Im Turnier 2015 bestritt sie das erste und dritte Spiel der Gruppe A und das Spiel um Platz 11.
Sie bestritt ferner das erste und dritte Spiel in der Januar-Ausspielung des Vier-Nationen-Turniers 2016 und das erste Halbfinalspiel (bei nur vier teilnehmenden Mannschaften) in der Januar-Ausspielung des Vier-Nationen-Turniers 2019 sowie dazwischen ein Spiel im Turnier um den Algarve-Cup 2018 (1. Spiel Gruppe 2). Im Turnier um die Asienmeisterschaft 2018 wurde sie in den letzten beiden Spielen der Gruppe B berücksichtigt. Beim in Australien ausgetragenen Turnier um den FFA Cup of Nations wurde sie im ersten und dritten Spiel der Gruppe A eingesetzt (5:0 vs. Argentinien am 28. Februar 2019 in Sydney; Torschützin zum 3:0 in der 56. Minute, 2:0 vs. Neuseeland am 6. März 2019 in Melbourne). Im Spieljahr 2020 bestritt sie zwei Qualifikationsspiele der 3. Runde im Hinblick auf die Teilnahme am olympischen Fußballturnier 2020.

## Erfolge
Nationalmannschaft
- Vier-Nationen-Turnier-Finalist 2019
- U17-Weltmeister 2010

Incheon Hyundai Steel Red Angels
- Südkoreanischer Meister 2018, 2019

Daejeon Sportstoto
- Südkoreanischer Pokal-Finalist 2015